# Franky Knight
Albums de Émilie Simon
The Big Machine
(2009) Mue
(2014)
Singles
1. Mon chevalier
Sortie : 7 novembre 2011

Franky Knight est le cinquième album d’Émilie Simon. Il est sorti 5 décembre 2011 en CD et téléchargement. Composé de dix titres, il a servi pour partie de bande originale pour le film La Délicatesse.
Le premier single extrait de l’album est Mon chevalier, sorti le 7 novembre 2011.

## Genèse de l’album
David Foenkinos écrivit une lettre à Émilie Simon pour qu’elle compose la musique de La Délicatesse, l’adaptation cinématographique de son roman. Elle avait déjà quelques chansons en tête pour son prochain album, qui correspondaient parfaitement à l’intrigue du film.
Franky Knight fait référence à son compagnon, François Chevallier, son producteur et ingénieur du son, qui mourut de la grippe H1N1 lors de ses vacances à Athènes. Chevallier décéda le 15 septembre 2009 à l’âge de 30 ans, une semaine avant la sortie de The Big Machine, l’album d’Émilie Simon auquel Chevallier avait collaboré. Il avait également travaillé comme ingénieur du son et producteur avec, entre autres, Coldplay et Arcade Fire.

## Liste des titres
Toutes les chansons sont écrites et composées par Émilie Simon, sauf où indiqué.
| 1.    | Mon chevalier                          | 4:45 |
| 2.    | I Call It Love                         | 2:29 |
| 3.    | Holy Pool of Memories                  | 4:01 |
| 4.    | Something More                         | 4:10 |
| 5.    | Bel Amour                              | 2:37 |
| 6.    | Franky’s Princess                      | 3:48 |
| 7.    | Sous les étoiles                       | 3:19 |
| 8.    | Les Amants du même jour (Instrumental) | 1:32 |
| 9.    | Walking with You                       | 3:44 |
| 10.   | Jetaimejetaimejetaime                  | 4:32 |
| 34:53 |                                        |      |

| Titres bonus iTunes Store | Titres bonus iTunes Store       | Titres bonus iTunes Store | Titres bonus iTunes Store | Titres bonus iTunes Store | Titres bonus iTunes Store | Titres bonus iTunes Store | Titres bonus iTunes Store | Titres bonus iTunes Store | Titres bonus iTunes Store |
| No                        | Titre                           | Durée                     |                           |                           |                           |                           |                           |                           |                           |
| ------------------------- | ------------------------------- | ------------------------- | ------------------------- | ------------------------- | ------------------------- | ------------------------- | ------------------------- | ------------------------- | ------------------------- |
| 11.                       | Walking with You (Instrumental) | 3:41                      |                           |                           |                           |                           |                           |                           |                           |
| 12.                       | Mon Chevalier (Instrumental)    | 4:44                      |                           |                           |                           |                           |                           |                           |                           |
| 43:18                     |                                 |                           |                           |                           |                           |                           |                           |                           |                           |

## Ventes de l’album
| Pays     | Meilleure position |
| -------- | ------------------ |
| France   | 56                 |
| Belgique |                    |
| Suisse   |                    |

## Singles
- Novembre 2011 : Mon chevalier

## Personnel
- Émilie Simon : chant, guitare, piano, synthétiseur, xylophone, wurlitzer, scie musicale, orgue Hammond, glockenspiel, harmonium, percussions, arrangements, programmations et composition
- Darren Beckett : batterie
- Vincent Taeger : batterie, percussions et drums
- Nico Bogue  : basse et guitare
- Adam Chilenski : basse et guitare
- Kelly Pratt : cuivres et vents
- Jon Natchez : cuivres et vents
- Arnaud Crozatier : violoncelle
- Christophe Mink : contrebasse